# Eduards Smiļģis
Eduards Smiļģis (Riga, 23 de novembre de 1886 − Riga, 19 d'abril de 1966), va ser un actor i director de teatre letó. Va ser Artista del Poble de l'URSS el 1948.
Smiļģis va fundar el Teatre Dailes a Riga l'any 1920 i va ser el seu director fins al 1965. El 1925, el grup teatral de Dailes, va participar en l'Exposició Internacional d'Art Modern Arts Decoratives i Industrials de París, on Eduards Smiļģis va rebre una medalla d'or.